# るんるん8時だ!歌謡大作戦
るんるん8時だ! 歌謡大作戦（るんるんはちじだ かようだいさくせん）は、大分放送（OBSラジオ）で1982年10月11日から1985年3月まで放送されていたワイドラジオ番組である。

## 概要
老若男女あらゆる世代を対象とした、バラエティワイド番組。1982年度から1984年度まで3シーズン、いずれもナイター中継枠（OBSゴールデンナイター）の無い、ナイターオフシーズンの10月～翌年3月のみの放送であった。
1982年度は、大分県内で公募を行って選ばれた「るんるんギャル」5名とOBSの男性アナウンサー5名がコンビを組み、日替わりでパーソナリティーを務めた。

## 放送時間
いずれも月曜日～金曜日の放送
- 1982年度（1982年10月 - 1983年3月）：20:00 - 21:45[1]
- 1983年度（1983年10月 - 1984年3月）：20:00 - 21:50[3]
- 1984年度（1984年10月 - 1985年3月）：20:00 - 21:35[3]

## パーソナリティ

### 1982年度
- 月曜：今富洋子、中野公児[1]
- 火曜：衛藤三枝、西村敏雄[1]
- 水曜：木邑恭子、千綾奉文[1]
- 木曜：伊達京子、高島晋一郎[1]
- 金曜：山下千恵美、三家本稔[1]

### 1983年度
- 松井督治[4]

## 主なコーナー
- イントロあてクイズ[2]
- 音あてクイズ
  - 普段、生活の中で聴いている音（例：電話の音、焼き芋屋が鳴らす鈴の音、など）をクイズとして出題[1]。
- 積み立てクイズ[3]
  - あらゆる題材をクイズとして出題。正解者が出なかった場合は賞金が翌日に繰り越される[1]。
- 家族対抗カラオケ合戦[2]
- ハイ＆ローゲーム[2]
- るんるんベストテン ／ 明日のヒット曲情報[2]
  - 毎日、歌謡曲のヒットの動向を探る[1]。
- ナツメロリクエスト[2]
- ラジオ井戸端会議[2]
- うちの愛妻・私の主人[2]
- きょう街で・学校で・職場で[2]
- おもしろ川柳五・七・五
  - 家庭、学校、職場、街の中などあらゆる所で起こった面白い出来事から作って寄せられた川柳を紹介[1]。
- るんるん風呂
  - エコーの音響効果を使って風呂場の雰囲気を出して混浴シーンを設定し、その中で電話出演のリスナーとパーソナリティとがトーク[1]。
- お便り紹介[2]
- きょうの動き・天気[2]
- 年末大作戦
  - 1984年12月に放送されていたコーナー[3]。